# فرانكي خينارو
فرانكي خينارو (بالإنجليزية: Frankie Genaro)‏ مواليد 26 أغسطس 1901 في نيويورك، الولايات المتحدة - الوفاة 27 ديسمبر 1966 في نيويورك، الولايات المتحدة، كان ملاكم أمريكي سابق صنّف ضمن فئة وزن الذبابة. حقق بطولة رابطة الملاكمة العالمية. سبق أن شارك في دورة الألعاب الأولمبية الصيفية.

## إحصائيات
خاض خلال مسيرته 134 نزالا، فاز في 96 وتعادل في 8 وخسر في 26. فاز بالضربة القاضية في 19 نزالا.

## الميداليات
| الميدالية | المسابقة                       |
| --------- | ------------------------------ |
| ذهبية     | الألعاب الأولمبية الصيفية 1920 |

## روابط خارجية
- فرانكي خينارو على موقع بوكس ريك (الإنجليزية) (registration required)
- فرانكي خينارو على موقع أوليمبيديا (الإنجليزية)